# Еленовка (Первомайский район)
Еле́новка  (до 1948 года участок № 74, Люксембург; укр. Оленівка, крымскотат. Yelenovka, Еленовка) — село в Первомайском районе Республики Крым, входит в состав Гвардейского сельского поселения (согласно административно-территориальному делению Украины — Гвардейского сельского совета Автономной Республики Крым).

## Население
| 2001 | 2014 |
| ---- | ---- |
| 412  | ↘267 |

Всеукраинская перепись 2001 года показала следующее распределение по носителям языка
| Язык             | Процент |
| ---------------- | ------- |
| русский          | 67.96   |
| украинский       | 22.09   |
| крымскотатарский | 9.22    |
| другие           | 0.73    |

### Динамика численности
- 1989 год — 420 чел.[9]
- 2001 год — 412 чел.[10]
- 2009 год — 382 чел.[11]
- 2014 год — 267 чел.[12]

## Современное состояние
На 2016 год в Еленовке числится 4 улицы; на 2009 год, по данным сельсовета, село занимало площадь 75 гектаров, на которой, в 143 дворах проживало 382 человека. Действуют сельский клуб, сельская библиотека-филиал № 7, фельдшерско-акушерский пункт

## География
Еленовка — село на востоке района, в центральной части степного Крыма, у границы с Красногвардейским районом, высота центра села над уровнем моря — 49 м. Ближайшие сёла — Гвардейское в 5 км на запад и сёла Красногвардейского района Краснодарка в 3,5 км на северо-восток и Александровка в 3 км на восток. Расстояние до райцентра — около 30 километров (по шоссе), ближайшая железнодорожная станция — Урожайная на линии Солёное Озеро — Севастополь — примерно 28 километров. Транспортное сообщение осуществляется по региональной автодороге 35Н-417 от шоссе Красноперекопск — Симферополь до Александровки (по украинской классификации — С-0-11033).

## История
Еврейский переселенческий участок № 74 был образован, видимо, на рубеже 1930-х годов (поскольку впервые отмечен на карте по состоянию на 1931 год), в составе ещё Джанкойского района. После создания 30 октября 1930 года Фрайдорфского (переименованного в 1944 году в Новосёловский) еврейского национального района Сталинштадт включили в его состав, а после разукрупнения в 1935-м и образования также еврейского национального Лариндорфского (с 1944 — Первомайский), село переподчинили новому району. Время присвоения селу названия Люксембург по доступным историческим документам установить пока не удалось, на карте 1942 года уже обозначено под новым названием.
Вскоре после начала отечественной войны часть еврейского населения Крыма была эвакуирована, из оставшихся под оккупацией большинство расстреляны. С 25 июня 1946 года участок № 74 в составе Крымской области РСФСР.
Указом Президиума Верховного Совета РСФСР от 18 мая 1948 года, участок № 74 Люксембург переименовали в Еленовку. 26 апреля 1954 года Крымская область была передана из состава РСФСР в состав УССР. Указом Президиума Верховного Совета УССР «Об укрупнении сельских районов Крымской области», от 30 декабря 1962 года был упразднён Первомайский район и село присоединили к Красноперекопскому. 8 декабря 1966 года был восстановлен Первомайский район и село вернули в его состав. Время включения в Гвардейский сельсовет пока не установлено: на 15 июня 1960 года село уже числилось в его составе, а к 1 января 1968 года уже в Октябрьском. С 1 января по 1 июня 1968 года Гвардейский сельсовет был восстановлен и село переподчинили ему. По данным переписи 1989 года в селе проживало 420 человек. С 12 февраля 1991 года село в восстановленной Крымской АССР, 26 февраля 1992 года переименованной в Автономную Республику Крым. С 21 марта 2014 года в составе Крыма аннексирована Россией.